# 托克勒山
66°52′S 52°44′E / 66.867°S 52.733°E
托克勒山是南極洲的山峰，位於恩德比地，處於斯梅瑟斯特山東南面6公里和大霍納肯山西南面50公里，該山峰在1957年由澳大利亞的探險隊被發現，以無線電報員命名。